# Anpassning (biologi)

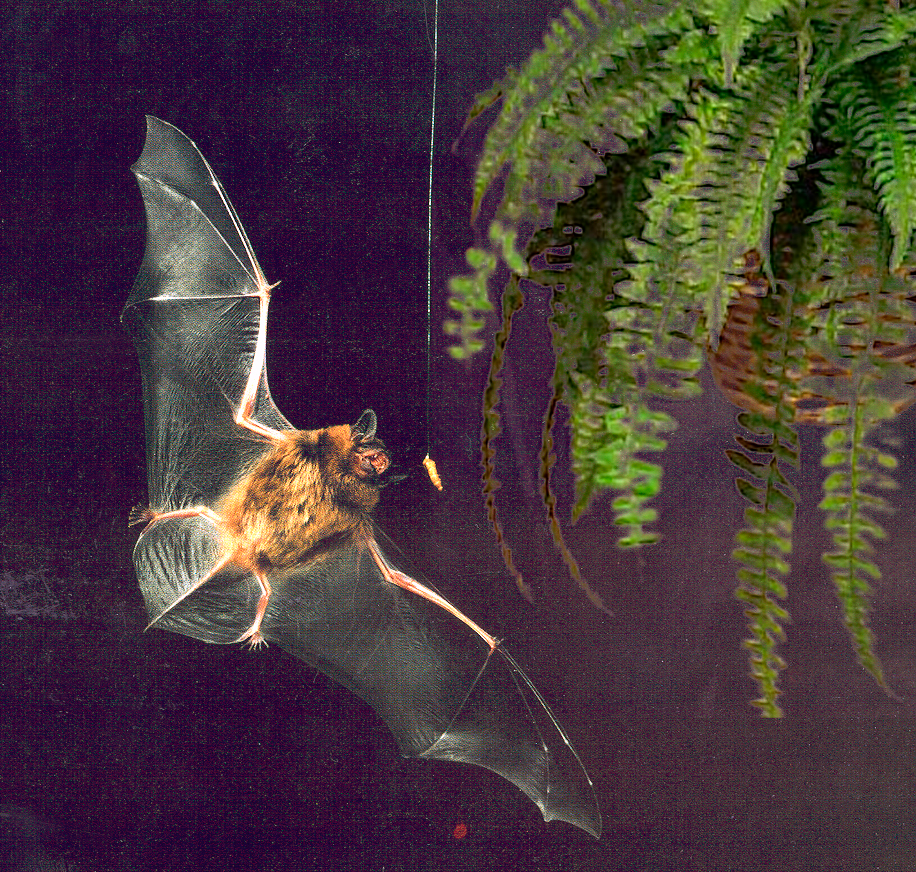
Fladdermus, väl anpassad för att flyga i totalt mörker genom att navigera med ekolokalisering.

Anpassning, även kallat adaption, är en genetisk förändring som ger högre fitness i den rådande miljön. Anpassningar kan antingen vara strukturella, beteendemässiga eller fysiologiska. Strukturella anpassningar är förändringar som påverkar organismens fysiska struktur som till exempel skelettkonstruktionen. Beteendemässiga anpassningar är förändringar som leder till att beteendet ändras på ett fördelaktigt sätt, till exempel ett effektivare födosöksbeteende. Fysiologiska anpassningar är sådant som förbättrar organismens fysiologiska funktioner som tillväxt, homeostas, vätskebalans och att tillverka gift.

## Definitioner och konflikter
Anpassning används både då man talar om upprätthållandet av en egenskap som ger högre fitness jämfört med alternativa egenskaper och förändringen av en egenskap som leder till ökad fitness vilket innebär att det både kan vara ett tillstånd och en process. Skilda intressen mellan evolutionsbiologer, som oftast intresserar sig för de historiska aspekterna och uppkomsten av anpassningarna, och ekologer, som oftast intresserar sig för nu existerande anpassningar och upprätthållandet av dessa, har skapat många konflikter och diskussioner om definitionen av anpassning och man är ännu inte överens.

### Olika typer av definitioner
Gould och Vrba vill skilja på egenskaper som uppkommit för den roll de används för idag och egenskaper som uppkommit för en annan roll än vad den används till idag (se exaptationer) och definierar anpassningar som ”egenskaper byggda av naturlig selektion för dess nuvarande roll kan kallas anpassningar”.. Definitionen fokuserar alltså på uppkomsten av egenskapen. Att det är svårigheter i att se när en anpassning slutar och en exaptation börjar, att det oftast är omöjligt att veta den ursprungliga funktionen i en beteendemässig egenskap och att alla egenskaper är exaptationer bara man går tillräckligt långt tillbaka i tiden är exempel på argument mot dessa begrepp.
Harvey och Pagel anser att för att kunna kalla en egenskap en anpassning måste den ha evolverat fram som en respons till en specifik selekterande kraft och vara apomorf för gruppen. Skulle egenskapen vara plesiomorf anser de att den ska kallas exaptation om man inte tar med hela kladen.. Harvey och Pagel vill även de få med ett historiskt perspektiv på anpassning men definitionen medför hinder som att man måste känna till fylogenin för att kunna bestämma om en karaktär är en anpassning eller en exaptation.
Sober menar att ”A är en anpassning för en uppgift T i population P om, och bara om, A sprider sig i P för att det är selektion för A där de selektiva fördelarna av A berodde på att A hjälpte till att utföra uppgift T”. Denna definition inriktar sig istället på att skilja anpassade egenskaper och anpassning. Han menar att anpassning endast ska användas för processen och inte för själva egenskapen. 
Bocks säger att ”en anpassning är alltså en funktion hos en organism som samverkar operativt med vissa faktorer dess omgivning så att individen överlever och reproducerar sig”. En definition som undviker de historiska aspekterna och fokuserar mer på upprätthållandet av egenskaperna. Svårigheterna är att ta reda på vilka fenotypiska egenskaper som karaktäriserar anpassningar.
Mitchells och Valones definition ”anpassning kan definieras som en strategi vilken ger den högsta tillväxten per capita under givna omständigheter”  fokuserar inte heller på de historiska aspekterna. Det är en enkel definition men det gör också att det blir en del oklarheter som till exempel vad man ska ställa tillväxten i relation till.

## Adaptiv evolution
Om det finns en koppling mellan fitness och en egenskap kommer det naturliga urvalet (den naturliga selektionen) verka antingen ökande eller minskande på egenskapen beroende på om egenskapen ger bäraren högre eller lägre fitness. Om den genetiska förändringen av egenskapen ger ökad reproduktiv framgång kommer det naturliga urvalet verka positivt på egenskapen. Om anpassningen ger individen mycket högre fitness kommer selektionen vara stark och anpassningen kommer att kunna sprida sig fort i populationen. 

## Samanpassning

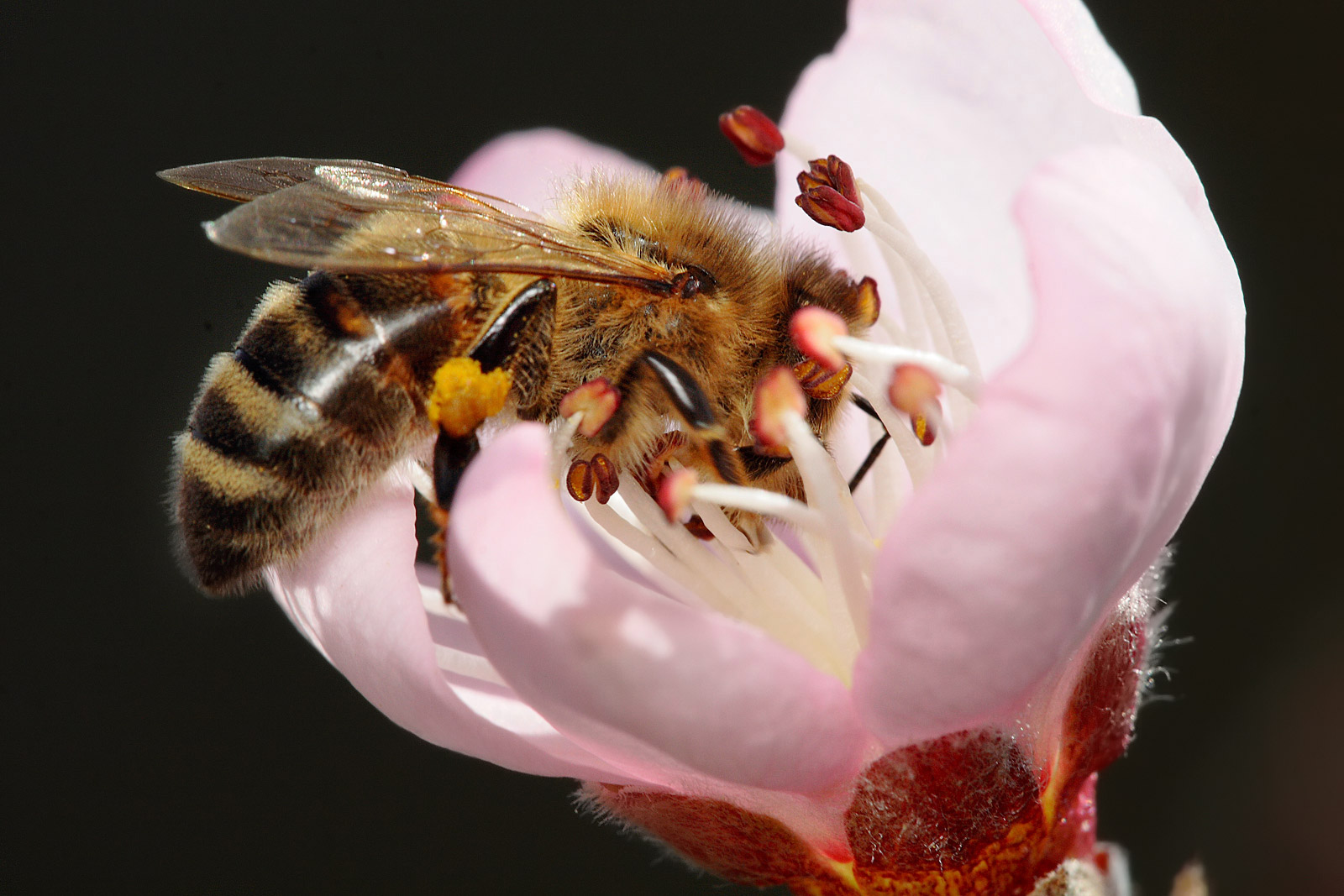
Ett honungsbi som pollinerar en persikoblomma.

Samanpassning, eller koadaption, är en genetisk förändring som ger ökad fitness i en interaktion som kan ske på flera olika nivåer till exempel mellan arter, organ eller gener. På artnivå är ett typexempel blommor och pollinatörer, många interaktioner är artspecifika som hos fikon och fikonsteklar. Ett exempel på samanpassning på organnivå är storleken på gälarna och kroppsstorleken hos vattenlevande djur. Gälarna måste vara så stora att de kan ta in tillräckligt med syre och släppa ut koldioxiden som bildas men inte större än vad som krävs eftersom bildandet och upprätthållandet av gälarna kostar energi. På gennivå brukar man ofta ta upp kopplingsojämvikt där alleler, inte nödvändigtvis på samma kromosom, förekommer tillsammans oftare än vad man kan förvänta sig av slumpen. Generna som samanpassats och tillsammans ger högre fitness kommer också att selekteras för att förekomma tillsammans.

## Föranpassning
Man säger att organismer som klarar av att leva i ett habitat trots att de tidigare inte utsatts för det är föranpassade, eller preadapterade, till habitatet. Många arter klarar av att etablera sig i habitat som liknar deras ursprungliga vilket kan bero på att det finns tillräckligt med genetisk variation eller fenotypisk plasticitet inom arten för att klara av de förändringar som det nya habitatet innebär. Denna förmåga att etablera sig i en miljö man egentligen inte är anpassad till kallas ekologisk passning.  Varför vissa arter är bättre på att exploatera nya habitat än andra är man inte säker på men en hypotes som kallas ”nischbredd – invasionsframgång” föreslår att generalister är bättre än specialister på att exploatera nya habitat eftersom det är troligare för generalister att hitta de förutsättningar de kräver i ett nytt habitat.

## Exaptation
Med exaptation menas en egenskap som tidigare varit en anpassning till något annat än vad den används till idag. Ett exempel på detta är däggdjurens skelett, man tror att uppkomsten skelett är en anpassning till att lagra fosfater och att den stöttande funktion det har hos landlevande djur idag är en exaptation. Det debatteras fortfarande om användandet och nödvändigheten i detta uttryck som främst förespråkas av S.J. Gould och E.S. Vrba.

## Begränsande faktorer
Anpassningar är inte alltid optimala vilket har sin grund i ett antal begränsande faktorer. 

### Genflöde
Om olika anpassningar är bäst på olika platser kommer migration mellan dessa orsaka missanpassningar eftersom gener som ger högre fitness i det ena området kommer att ge en lägre fitness i det andra. Är selektionen mycket stark kommer anpassningarna emellertid att bibehållas eftersom de missanpassade generna snabbt selekteras bort.

### Tid
Det kan ta väldigt lång tid för en anpassning att sprida sig men om selektionen har stark inverkan på egenskapen kommer den att kunna sprida sig snabbt. Har anpassningen skett på en dominant allel kommer den också att sprida sig fortare eftersom egenskapen alltid kommer att uttryckas och ge högre fitness.

### Förändring
Eftersom miljön inte är statisk kommer förutsättningarna hela tiden förändras och egenskaper som tidigare varit anpassningar kommer inte längre ge ökad fitness och nya egenskaper kommer selekteras fram, på grund av detta kommer anpassningarna inte alltid vara optimerade. Förändringarna kan ske snabbt eller långsamt. Sker förändringen långsamt kommer arter att kunna samevolvera med den föränderliga miljön. Är förändringen snabb och har stor inverkan, vilket ofta händer vid introduktion av nya arter, finns risk att arter dör ut eftersom de inte hunnit anpassa sig till de nya förutsättningarna. En anpassning till att leva i en föränderlig habitat är fenotypisk plasticitet, förmågan att ändra sin fenotyp beroende på miljö. Fenotypisk plasticitet är däremot inte alltid ett exempel på anpassning eftersom det också kan bero på naturliga följder av fysisk och kemisk påverkan.

### Avvägning
Då en anpassning av en egenskap leder till att en annan egenskap ger lägre fitness för individen kommer dessa verka mot varandra och det måste ske en avvägning mellan egenskaperna. Detta innebär att en mutation som i sig själv ger hög fitness inte kommer selekteras fram om det leder till att en annan egenskap ger organismen lägre fitness. Ett typexempel på detta är sekundära sexuella karaktärer som ger ökad fitness eftersom det ger fler parningar men minskad fitness eftersom de är kostsamma att bära (se sexuell selektion).

### Fenotypiska begränsningar
Anpassningar kan också bli begränsande. I och med att en anpassning har skett kan egenskapen inte gå tillbaka i evolutionen för att sedan ta en annan väg, det naturligt urval kommer att selektera bort individer som skulle vara mellan olika anpassningar.

### Överdominans
Då heterozygositet i ett locus leder till ökad fitness och homozygositet i samma locus leder till lägre fitness kommer de heterozygota missanpassningar i en population bibehållas. Ett typiskt exempel på detta är sickelcellanemi där heterozygoter har en viss motståndskraft mot malaria och där de homozygot recessiva får sickelcellanemi och homozygot dominanta saknar motståndskraft mot malaria. I de områden där malaria förekommer är det därför vanligare med sickelcellanemi än i områden där malaria inte finns.